# Milnesium swolenskyi
Milnesium swolenskyi là một loài gấu nước từ kỷ Phấn Trắng. Nó và Beorn leggi là 2 loài gấu nước chỉ có bản ghi hoá thạch. Mẫu vật AMNH NJ-796 đã được tìm thấy Hổ phách New Jersey từ Toronia, cách đây 93.9 đến 89.8 triệu năm trước (mya).